# (9114) Hatakeyama
(9114) Hatakeyama est un astéroïde de la ceinture principale.

## Description
(9114) Hatakeyama est un astéroïde de la ceinture principale. Il fut découvert le 12 février 1997 à Ōizumi par Takao Kobayashi. Il présente une orbite caractérisée par un demi-grand axe de 2,34 UA, une excentricité de 0,11 et une inclinaison de 4,2° par rapport à l'écliptique.

## Compléments